# 월드바둑챔피언십
월드바둑챔피언십(일본어: ワールド碁チャンピオンシップ)은 일본기원이 주최하는 기전으로, 인공지능(AI)이 출전하는 세계 바둑 대회로 일본 오사카 소재 일본기원 관서총본부에서 열린다. 세계 최초로 바둑AI가 참가하는 세계 대회인 '월드바둑챔피언십'은 2017년부터 3년간 매년 한 차례씩 열릴 예정이다. 두 번째로 개최되는 2018년 대회는 대한민국, 중국, 일본, 타이완을 대표하는 최강 기사 6명 간의 대결로 변경되었다. 3회째인 2019년 대회는 방식에 대폭 변화를 주어 국제예선 시스템을 도입했다.

## 대회 방식
- 2017년 대회는 대한민국과 중국, 일본의 톱 기사 한명씩과, 바둑AI가 참가하며, 풀리그전으로 우승자를 가린다. 동률 1위가 나올 경우, 단판승부로 우승자를 가린다.
- 2018년 대회는 대한민국, 중국, 일본, 타이완을 대표하는(대한민국-2명, 중국-1명, 일본-2명, 타이완-1명) 기사들을 초청하여 6인 토너먼트를 통해 우승자를 가린다. 전기 우승자 박정환과 이야마 유타가 시드로 4강에 직행하고 나머지 4명이 추첨으로 1회전 대진표에 자리하게 된다.
- 2019년 대회는 자국 선발전을 거치거나 시드를 받아 자격을 얻은 기사들이, 일반조와 시니어조(1979년 1월 1일 이전 출생)로 나뉘어 본선 진출을 가린다. 국제예선에서는 일반조 64명, 시니어조에 25명이 출사표를 올려, 3명(일반조 2, 시니어조 1)을 선발해 본선 시드 5명과 더불어 8강 토너먼트로 우승 경쟁을 벌인다. 한국에선 박정환 9단(디펜딩 챔피언)과 신진서 9단이 본선 시드를 받았고, 일본의 이야마 유타 9단과 장쉬 9단, 중국의 커제 9단도 시드로 본선 8강에 직행한다.

## 대회 개요
- 주관: 일본기원
- 주최: 일본기원
- 후원: 한큐전철, 미쓰이스미토모 은행, NTT 도코모
- 협력: 바둑 장기 채널

## 대국 규정
- 제한 시간은 각자 3시간, 초읽기는 1분 5회씩이다.
- 2019년 도입된 국제예선 제한시간은 2시간, 초읽기는 1분 5회씩이다.

## 대회 상금
- 2017년 대회: 우승 상금은 3,000만엔(약 3억원), 준우승 1,000만엔(약 1억원), 3위와 4위의 상금은 500만엔(약 5,000만원)이다.
- 2018년 대회: 우승 상금은 2,000만엔(약 2억원), 준우승 500만엔(약 5,000만원), 4강 패자 250만엔(약 2,500만원), 1회전 패자 100만엔(1,000만원)이다.
- 2019년 대회: 우승 상금은 2,000만엔(약 2억원), 준우승 500만엔이다.
- 2019년 대회의 국제예선전은 매판 대국료가 지급된다. 1회전 3만엔(약 30만원), 2회전부터 예선 결승까지는 각 5만엔(약 50만원).

## 대회 결과
| 회수 | 연도 | 우승              | 준우승                | 3위              | 4위                    |
| ---- | ---- | ----------------- | --------------------- | ---------------- | ---------------------- |
| 1    | 2017 | 박정환 九단 (3승) | 미위팅 九단 (2승 1패) | 딥젠고 (1승 2패) | 이야마 유타 九단 (3패) |
| 2    | 2018 | 박정환 九단       | 이야마 유타 九단      |                  |                        |
| 3    | 2019 | 박정환 九단       | 커제 九단             |                  |                        |